# There’s a Place
There’s a Place (englisch für: Da ist ein Platz) ist ein Lied der britischen Band The Beatles, das 1963 als vorletztes Lied (Seite 2) auf ihrem ersten Album Please Please Me veröffentlicht wurde. Komponiert wurde es von John Lennon und Paul McCartney und unter der Autorenangabe Lennon/McCartney veröffentlicht.

## Hintergrund
John Lennon und Paul McCartney komponierten das Lied im Elternhaus von McCartney in der 20 Forthlin Road in Liverpool. There’s a Place wurde durch das Lied Somewhere aus dem Soundtrack-Album West Side Story, das McCartney besaß, inspiriert. In dem Lied Somewhere ist die Textzeile There's a place for us enthalten. Eine weitere Inspiration für John Lennon war es zu versuchen ein Lied im Stil von Motown zu schreiben.

## Aufnahme
Zehn der vierzehn Lieder des ersten Beatlesalbums Please Please Me nahm die Band am 11. Februar 1963 in den Londoner Abbey Road Studios (Studio 2) auf – darunter There’s a Place. Produzent war George Martin, assistiert vom Toningenieur Norman Smith. Die Band nahm insgesamt zehn Takes zwischen 10:45 und 11:30 Uhr auf. Es war das erste Lied der Session, das aufgenommen wurde. Nachmittags, zwischen 15:45 und 17 Uhr, nahm John Lennon seine Mundharmonikabegleitung auf. Den 25. Februar 1963 verbrachte George Martin damit, ohne die Beatles, die Aufnahmen in Mono und Stereo abzumischen.
Besetzung
- John Lennon: Rhythmusgitarre, Mundharmonika, Gesang
- Paul McCartney: Bass, Gesang
- George Harrison: Leadgitarre, Hintergrundgesang
- Ringo Starr: Schlagzeug

## Veröffentlichungen

US-amerikanische B-Seite der Single Twist and Shout

- Am 22. März 1963 erschien in Großbritannien There’s a Place auf dem ersten Beatles-Album Please Please Me.
- Am 12. Juli 1963 erschien There’s a Place auf der EP Twist and Shout in Großbritannien und erreichte Platz 4 der Charts.
- In den USA wurde There’s a Place erstmals auf dem dortigen Debütalbum Introducing… The Beatles am 10. Januar 1964 veröffentlicht.
- Am 2. März 1964 erschien in den USA die Single Twist and Shout / There’s a Place, bei der die A-Seite Platz 2 in den US-amerikanischen Charts erreichte. Die B-Seite platzierte sich dort separat auf Platz 74.
- Für BBC Radio nahmen die Beatles unter Livebedingungen drei weitere Fassungen von There’s a Place auf, von denen die Aufnahme vom 1. August 1963, im Londoner BBC Playhouse Theatre, auf dem Album On Air – Live at the BBC Volume 2 am 8. November 2013 erschien.[1]
- Am 17. Dezember 2013 erschien das Album The Beatles Bootleg Recordings 1963 auf dem sich drei Studioversionen (Take 5 & 6, 8 und 9) des Liedes There’s a Place befinden.

## Coverversionen
Seit der Veröffentlichung 1963 erschienen unter anderen folgende Coverversionen von There's a Place:
- Flamin’ Groovies – Groovies Greatest Grooves [2]
- Casandra Lange – Estaba en llamas Cuando Me Acosté [3]
- The Dickies – Dogs From The Hare That Bit Us [4]
- The Smithereens – B-Sides The Beatles [5]